# Musée du chemin de fer de Finlande
Le musée des chemins de fer de Finlande (finnois : Suomen Rautatiemuseo) est un musée national spécialisé situé à Hyvinkää en Finlande,.

## Présentation
Le musée, fondé en 1898, est initialement situé à Helsinki jusqu'à ce qu'il soit déplacé à Hyvinkää en 1973–1974.
Le musée du chemin de fer est situé près de la gare de Hyvinkää dans l'ancienne gare et zone de dépôt de la voie ferrée Hanko-Hyvinkää. 
La zone est protégée et date des années 1870. 
L'espace du musée comprend le bâtiment de la gare, un garage à locomotives et des bâtiments d'habitation.
Le musée a une surface d'exposition d'environ 5 000 mètres carrés sur une superficie de trois hectares.
L'exposition permanente comprend, entre autres, les voitures historiques uniques du Tsar de Russie et la voiture salon (fi) du président de la Finlande. 
Dix locomotives à vapeur sont exposées, y compris la plus ancienne locomotive de Finlande encore en fonctionnement datant de 1868 et plusieurs locomotives de fabrication finlandaise. 
Le musée présente aussi des expositions temporaires chaque année. 
Dans la cour du musée, il y a une voie ferrée avec un écartement des rails de 184 millimètres, qui offre au public des parcours pendant l'été et les jours d'événements spéciaux. 
La voie ferrée utilise des équipements à vapeur vive à l'échelle 1:8.

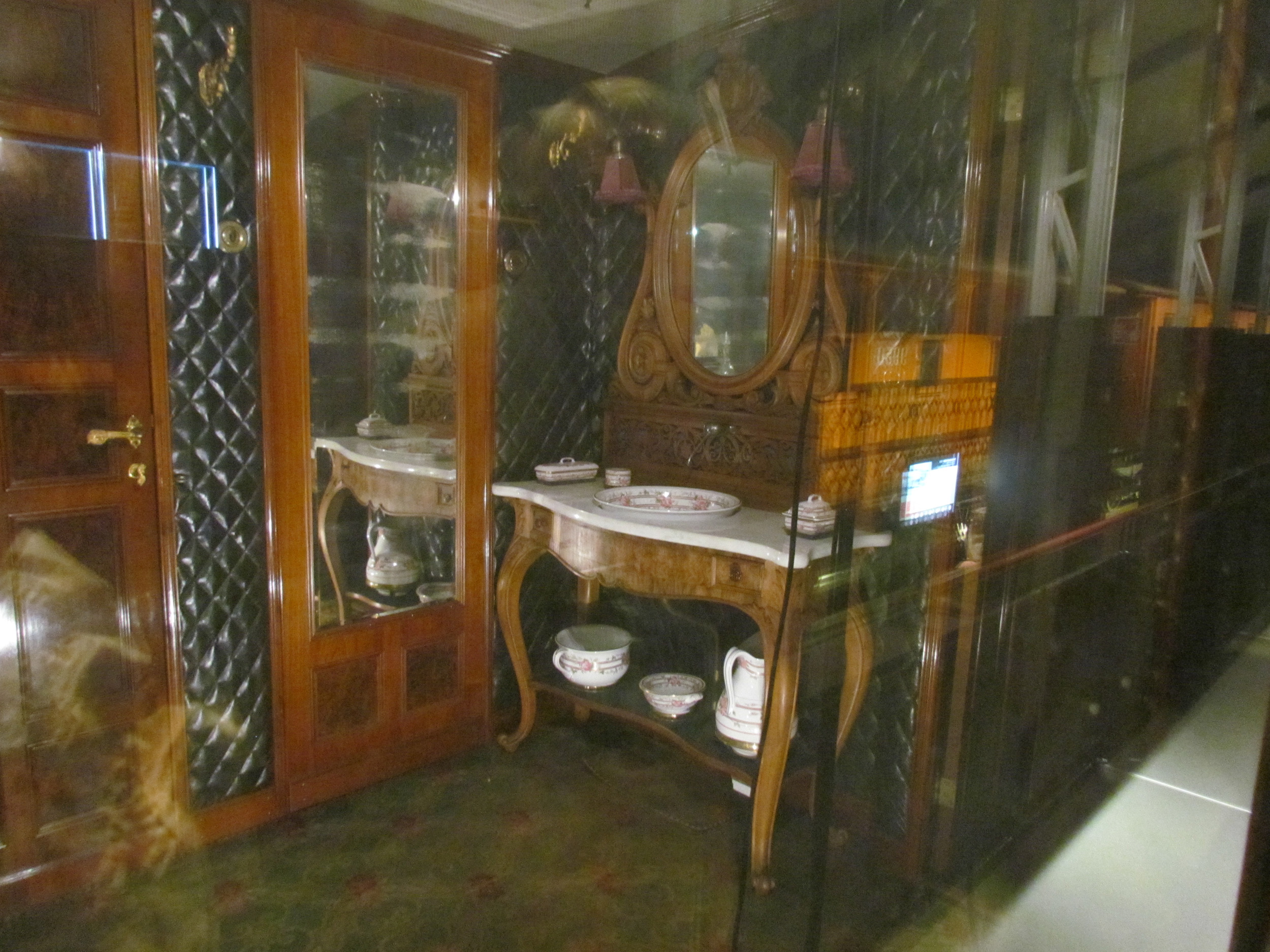
Voiture du Tsar de Russie.

## Locomotives du musée
Les locomotives exposées au musée sont,:
| Image | Classe                | Nombre | Essieux  | Type                                                       | Fabricant                                      | Numéro de série | Année     |
| ----- | --------------------- | ------ | -------- | ---------------------------------------------------------- | ---------------------------------------------- | --------------- | --------- |
|       | A5                    | 58     | 4-4-0    | Locomotive à vapeur pour transport de passagers            | Pasilan konepaja                               | 2               | 1875      |
|       | B1                    | 9      | 0-4-2ST  | Locomotive à vapeur de manœuvre                            | Beyer-Peacock                                  | 846             | 1868      |
|       | C1                    | 21     | 0-6-0    | Locomotive à vapeur de transport de marchandises           | Neilson and Company                            | 1427            | 1869      |
|       | C5                    | 110    | 0-6-0    | Locomotive à vapeur de transport de marchandises           | Hanomag                                        | 1477            | 1882      |
|       | Sk1                   | 124    | 2-6-0    | Locomotive à vapeur pour transport mixte                   | SLM                                            | 405             | 1885      |
|       | F1                    | 132    | 0-4-4RT  | Locomotive à vapeur pour transport de passagers            | SLM                                            | 434             | 1886      |
|       | Vk3                   | 489    | 2-6-4T   | Locomotive à vapeur pour transport de passagers            | Tampereen Pellava- ja Rautateollisuus Oy       |                 | 1909      |
|       | VR Class Hv1          | 555    | 4-6-0    | Locomotive à vapeur pour transport de passagers            | Tampereen Pellava- ja Rautateollisuus Oy       | 264             | 1915      |
|       | VR Class Pr1          | 776    | 2-8-2T   | Locomotive à vapeur pour transport de passagers            | Tampereen Pellava- ja Rautateollisuus Oy       |                 | 1926      |
|       | Sk3                   | 49     | 2-6-0    | Locomotive à vapeur pour transport mixte                   | Tampereen Pellava- ja Rautateollisuus Oy No 49 | 400             | 1903      |
|       | VR Class Tr1          | 1033   | 2-8-2    | Locomotive à vapeur pour transport de marchandises         | Tampereen Pellava- ja Rautateollisuus Oy       | 503             | 1941      |
|       | VR Class Tr1          | 1096   | 2-8-2    | Locomotive à vapeur pour transport de marchandises         | Tampereen Pellava- ja Rautateollisuus Oy       | 972             | 1957      |
|       | VR Class Tr2          | 1319   | 2-10-0   | Locomotive à vapeur pour transport de marchandises lourdes | ALCO                                           | 75214           | 1947      |
|       | VR Class Vk4          | 68     | 0-4-0T   | Locomotive à vapeur de remplacement léger                  | Borsig Lokomotiv Werke (AEG)                   |                 | 1910      |
|       | VR Class Vr1          | 669    | 0-6-0T   | Locomotive à vapeur de manœuvre                            | Hanomag AG,                                    | 10264           | 1923      |
|       | VR Class Vr3          | 755    | 0-10-0T  | Locomotive à vapeur                                        | Tampereen Pellava- ja Rautateollisuus Oy       |                 | 1926      |
|       | VR Class Rro          | 2      |          | Locomotive à vapeur à voie étroite                         | Tampereen Pellava- ja Rautateollisuus Oy       | 230             | 1914      |
|       | VR Class Tve2 (OTSO2) | 8      |          | Petite machine de manœuvre                                 | Saalasti Oy                                    |                 | 1962–1964 |
|       | VR Class Dr12         | 2241   | C'C'     | Locomotive diesel-électrique                               | Valmet / Terex                                 |                 |           |
|       | VR Class Dr13         | 2349   | C'C'     | Locomotive diesel-électrique                               | Alstom, Lokomo, Valmet                         |                 |           |
|       | VR Class Hr11         | 1950   | B'B'     | Locomotive diésel                                          | Valmet                                         |                 | 1955      |
|       | VR Class Vk11         | 101    | B        | Locomotive essence-paraffine                               | Ab Slipmaterial, Västervik                     |                 | 1930      |
|       | VR Class Dm7          | 4020   | (1A)(A1) | Unité multiple diesel                                      | Valmet Oy Lentokonetehdas, Tampere             | 68              |           |
|       | VR Class Ds1          | 1      | 1A A1    | Unité multiple diesel                                      | Pasilan konepaja                               | 3               | 1928      |